# Рай (рассказ)
«Рай» — рассказ русского писателя Александра Грина, написанный в 1909 году и включённый в авторский сборник «Рассказы» 1910 года.

## Сюжет и судьба текста
Герои рассказа — члены «клуба самоубийц», которые рассказывают друг другу свои истории. Образ «женщины неизвестного звания» частично был навеян воспоминаниями автора о Екатерине Бибергаль, образ бухгалтера, похоронившего жену, может быть связан с отцом Грина.
«Рай» был написан в 1909 году и увидел свет в авторском сборнике «Рассказы» 1910 года. Наряду с «Окном в лесу» это самое мрачное произведение в книге; возможно, именно поэтому рассказ не был включён в шеститомник Грина, изданный в 1960-е годы.